# Friedrich Albrecht Ernst von Aweyden

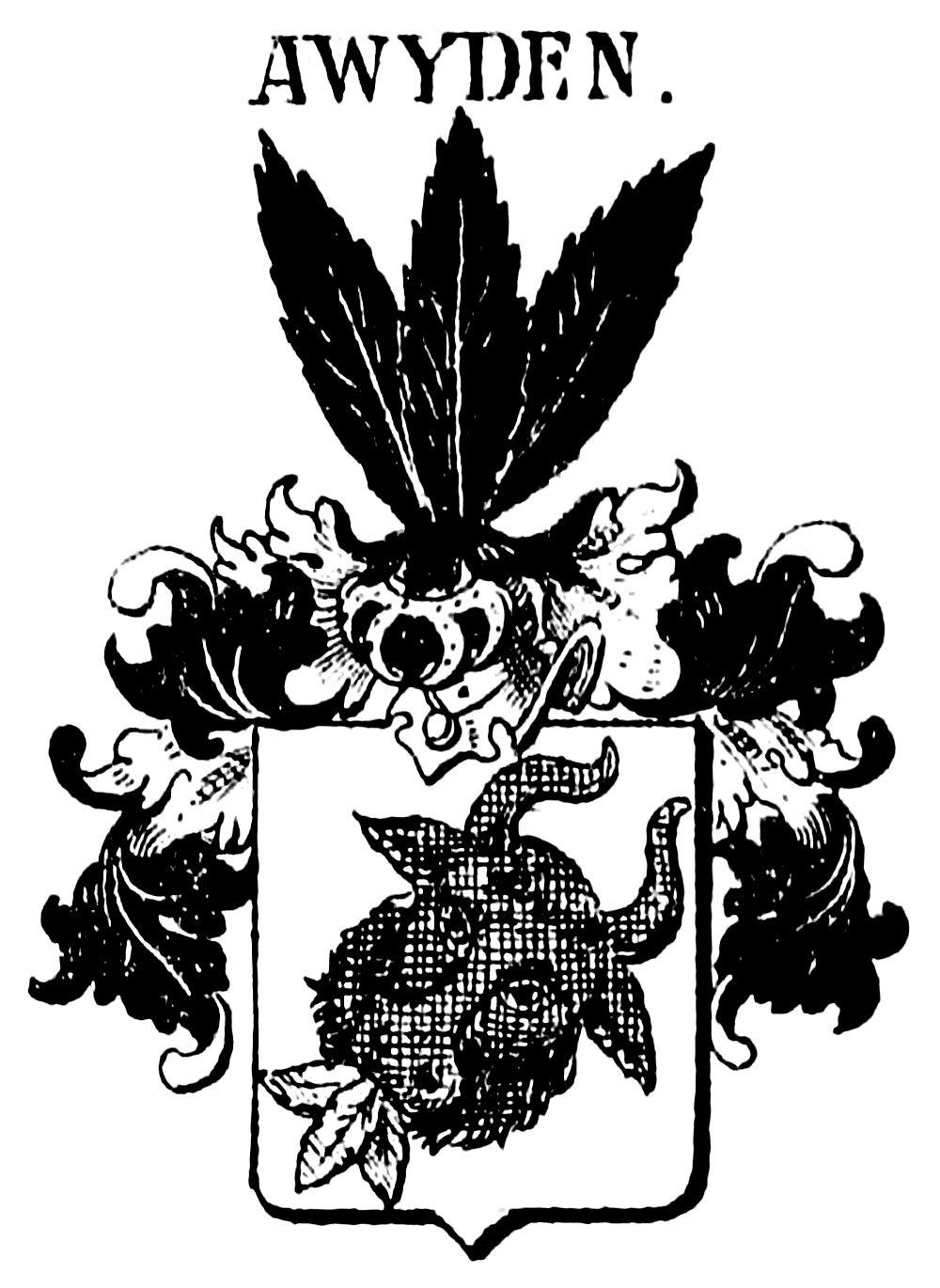
Wappen derer von Aweyden

Friedrich Albrecht Ernst von Aweyden (* 6. Februar 1747 (Taufdatum) in Groß Arnsdorf im Landkreis Mohrungen, andere Quelle Władysławów in Polen; † 20. Oktober 1827 oder 25. Oktober 1827 in Allischken (siehe Gremjatschje (Kaliningrad)) im Landkreis Insterburg, andere Quelle Władysławów) war ein preußischer Beamter.
Er war von 1773 bis 1783 Erbherr auf Allischken und besaß von 1779 bis 1812 das Gut Groß und Klein Juckeln im Landkreis Insterburg.

## Leben

### Herkunft
Friedrich Albrecht Ernst von Aweyden entstammte dem Adelsgeschlecht Aweyden und war der jüngste Sohn des preußischen Majors Carl Albrecht von Aweyden (1701–1747) und dessen Ehefrau Johanna Sophia (* 1709) (geb. von Diebes).
Sein Schwager war der spätere Tribunalrat Friedrich Florian Hallensleben (1757–1810) in Königsberg.

### Familie
Aweyden heiratete am 14. Juni 1770 Louise Henriette Hallensleben (* 1750; † 8. März 1807 in Juckeln), die Tochter des Amtsrats Franz Gottlieb Hallensleben (1714–1782) in Gerskullen (siehe Gannowka (Kaliningrad)), verheiratet; gemeinsam hatten sie neun Kinder: 
- Henriette Charlotte Wilhelmine (1771–1842)
- Johanna Frederike Amalie (1773–1858)
- Luise Karoline (* 26. Februar 1775; † 1813) ⚭ Sebastian von Manstein (* 16. August 1777; † 6. Dezember 1806), gefallen bei Gollup[2]
- Friedrich Wilhelm (* 3. Oktober 1777; † 1804) ⚭ 1803 Fredrike Karoline Eleonore Kuwert (* 2. Februar 1785; † 18. Oktober 1825)
- Anna Justine Albertine (* 20. Dezember 1780; † 23. Juli 1811) ⚭ 1801 Ferdinand von Bülow (* 26. Juli 1776; † 3. März 1837), Major[3]
- Ernestine Antonetta (* 21. März 1783; † 30. März 1855) ⚭ Johann von Busch († 4. November 1830), Major
- Karl Albrecht Heinrich (* 21. August 1787; † 3. Juni 1848)

⚭ 1814 Karoline von Wahlen-Jürgass (geschiedene Sandes von Hoffmann) († 20. März 1823)
⚭ 1824 Luise von Claix († 10. März 1830), Eltern von Generalleutnant Karl von Aweyden
- Franziska Juliane Dorothea (* 1790; † 11. April 1813) ⚭ 1810 Wilhelm Ehrenreich von Manstein (* 14. Juli 1786)[4]
- Wilhelmine Johanna Susanne (* 27. Juni 1794; † 12. Februar 1834) ⚭ 1816 Ferdinand von Bülow († 3. März 1837), Major

### Werdegang
Friedrich Albrecht Ernst von Aweyden besuchte seit dem 20. Juni 1757 das Gymnasium (siehe Athenaeum Elbingense) in Elbing (siehe Elbląg) und immatrikulierte sich am 26. April 1765 an der Universität Königsberg zu einem Studium der Rechtswissenschaften.
Nach Beendigung des Studiums wurde er, nach einer Prüfung am 18. November 1767, als Referendar beim Königsberger Hofgericht angenommen. Er wurde am 14. Juli 1769, als Nachfolger von Ewald George von Pirch, zum Justizdirektor im Justizkollegium in Insterburg (siehe Tschernjachowsk) ernannt.
Am 13. März 1782 trat er von seinem Amt als Direktor zurück und ließ sich auf seinem Gut nieder. Seit Frühjahr 1782 war er Kreis-Justizrat im Distrikt Brandenburg-Neuhausen (siehe Neuhausen/Spree) und im Oktober 1788 wurde er Landschafts-Deputierter und 1791 Landschaftsrat.